# Limoges Football Club
Il Limoges Football Club è una società calcistica di Limoges, Francia. Milita nel Championnat de France amateur, quarta divisione del campionato nazionale.

## Storia
La società è stata fondata nel 1947 in seguito alla fusione tra Union Sportive Athlétique de Limoges e Red Star Athlétique de Limoges. Nonostante la prima richiesta di licenza professionistica risalga al 1954, solo nel 1957 tale licenza verrà accordata. Tra il 1958 ed il 1961, il Limoges gioca nella massima serie del campionato francese.
Dopo oltre vent'anni in seconda divisione e quattro in terza, nel 1987, gravi problemi finanziari costringono la squadra ad abbandonare la licenza professionistica ed scendere forzatamente nelle divisioni regionali (Division 4, quarta serie), dove milita con un nuovo nome, Limoges Foot 87. Nel 2003, un'altra crisi finanziaria costringe allo scioglimento della società ed alla formazione di un nuovo sodalizio, l'attuale Limoges Football Club, che partecipa al Championnat de France amateur, quarta serie.

## Palmarès

### Altri piazzamenti
- Campionato francese di seconda divisione:

Secondo posto: 1971-1972 (girone B)
Terzo posto: 1957-1958, 1965-1966, 1970-1971 (girone B)